# Baron Ystwyth
Baron Ystwyth, of Tan-y-Bwlch in the County of Cardigan, war ein erblicher britischer Adelstitel in der Peerage of the United Kingdom. Der Titel ist nach dem walisischen Fluss Ystwyth benannt.

## Verleihung
Der Titel wurde am  18. Januar 1921 an den liberalen, walisischen Politiker Matthew Vaughan-Davies, 1. Baron Ystwyth verliehen. Dieser war seit 1895 Abgeordneter im House of Commons für Cardiganshire gewesen und wechselte durch die Verleihung ins House of Lords. Da die Ehe des Barons kinderlos blieb, erlosch der Titel bei dessen Tod am 21. August 1935.

## Liste der Barone Ystwyth (1921)
- Matthew Vaughan-Davies, 1. Baron Ystwyth (1840–1935)